# Archytas russatus
Archytas russatus là một loài ruồi trong họ Tachinidae.